# Tettigoniinae
De Tettigoniinae vormen een onderfamilie van rechtvleugelige insecten die behoort tot familie van de sabelsprinkhanen (Tettigoniidae).

## Taxonomie
Onderstaand de verdeling van de Tettigoniinae in tribussen. Ongeveer tien geslachten zijn niet toegewezen aan een tribus.
- Onderfamilie Tettigoniinae
  - Tribus Arytropteridini
  - Tribus Drymadusini
  - Tribus Gampsocleidini
  - Tribus Glyphonotini
  - Tribus Nedubini
  - Tribus Onconotini
  - Tribus Plagiostirini
  - Tribus Platycleidini
  - Tribus Tettigoniini